# Sarascelis jaegeri
Espèce
Synonymes
- Sceliraptor jaegeri Zonstein & Marusik, 2022

Sarascelis jaegeri est une espèce d'araignées aranéomorphes de la famille des Palpimanidae.

## Distribution
Cette espèce est endémique du comté de Narok au Kenya,. Elle se rencontre dans la réserve nationale du Masai Mara.

## Description
Le mâle holotype mesure 6,02 mm.

## Systématique et taxinomie
Cette espèce a été décrite sous le protonyme Sceliraptor jaegeri par Zonstein et Marusik en 2022. Elle est placée dans le genre Sarascelis par Wood, Kulkarni, Ramírez et Scharff en 2024.

## Étymologie
Cette espèce est nommée en l'honneur de Peter Jäger.

## Publication originale
- Zonstein & Marusik, 2022 : « Descriptions of Sceliraptor gen. n. and two new species from Kenya (Araneae, Palpimanidae). » Arachnology, vol. 19, Special Issue, p. 257-264.